# 16 декабря
16 декабря — 350-й день года (351-й в високосные годы) по григорианскому календарю.
До конца года остаётся 15 дней.
До 15 октября 1582 года — 16 декабря по юлианскому календарю, с 15 октября 1582 года — 16 декабря по григорианскому календарю.
В XX и XXI веках соответствует 3 декабря по юлианскому календарю.

## Праздники и памятные дни
См. также: Категория:Праздники 16 декабря

### Национальные
- Бахрейн — Национальный день.
- Бангладеш — День Победы.
- Иран — День исследований.
- Казахстан — День независимости.
- ЮАР — День примирения.

### Религиозные
Православие
- Память пророка Софонии (635—605 г. до н. э.);
- память преподобного Саввы, игумена Сторожевского, Звенигородского чудотворца (1407);
- память преподобного Феодула Цареградского (ок. 440);
- память преподобного Иоанна Безмолвника (Молчальника), епископа Колонийского (558);
- память священномученика Феодора, архиепископа Александрийского (606);
- память преподобного Георгия Черникского (1806);
- память священномученика Андрея Косовского, пресвитера (1920);
- память священномученика Николая Ершова, пресвитера (1937);
- память исповедника Георгия Седова (1960).

### Именины
- Католические: Аделаида, Алиса, Алиция, Альбина, Авзебий, Гликерия.
- Православные: Андрей, Варвара, Георгий, Иван, Николай, Савва, Фёдор, Кирилл.

## События
См. также: Категория:События 16 декабря

### До XIX века
- 1237 — начало осады Рязани войском хана Батыя.
- 1431 — король Англии Генрих VI коронован королём Франции в Париже.
- 1598 — битва в проливе Норян, завершающая Имдинскую войну сокрушением Японии.
- 1631 — сильное извержение Везувия.
- 1641 — Джулио Мазарини получил сан кардинала.
- 1773 — «Бостонское чаепитие» — американские колонисты, переодевшись индейцами, выбрасывают в гавань Бостона ящики с чаем в знак протеста против налога на чай, введённого Великобританией.

### XIX век
- 1809 — объявление о расторжении брака Наполеона I и Жозефины Богарне.
- 1838 — сражение буров с зулусами на реке Нкоме (после сражения названа Кровавой).
- 1880 — начало Первой англо-бурской войны.
- 1899 — основан футбольный клуб «Милан».

### XX век
- 1917 — Декрет СНК РСФСР «Об уравнении в правах всех военнослужащих»: отменены все старые чины и звания, знаки отличия и ордена Российской империи.
- 1920 — землетрясение в Ганьсу унесло жизни свыше 200 тысяч человек, из них около 20000 просто замёрзли, оставшись без крова.
- 1941 — нацистами создано Брестское гетто.
- 1944 — начинается Арденнское наступление .
- 1946 — Кристиан Диор, при поддержке «короля текстиля» Марселя Буссака, открыл свой дом моды на авеню Монтень в Париже.
- 1947 — Уильям Шокли, Джон Бардин и Уолтер Браттейн в лабораториях Bell Labs впервые создали действующий биполярный транзистор.
- 1948 — провозглашение независимости Камбоджи, находившейся с 1880 года под протекторатом Франции.
- 1951 — катастрофа C-46 в Элизабет, 56 погибших.
- 1960 — столкновение над Нью-Йорком пассажирских самолётов DC-8 и L-1049, 134 погибших (крупнейшая авиакатастрофа в мире на то время).
- 1966 — публикация «Цитат Мао Цзэдуна» в Пекине.
- 1971:
  - завершилась война за независимость Бангладеш;
  - Великобритания признала независимость Бахрейна, коронация эмира Исы ибн Салмана Аль Халифы.
- 1973 — катастрофа Ту-124 под Волоколамском, 51 погибший.
- 1981 — усмирение рабочих шахты «Вуек» польской милицией под Катовице, закончившаяся гибелью девяти шахтёров.
- 1986 — выступление казахстанской молодёжи в Алма-Ате против решения пленума ЦК Компартии КазССР (Желтоксан).
- 1989:
  - московский график Сергей Арто за 24 часа 2 минуты 30 секунд непрерывной работы нарисовал 656 портретов студентов и аспирантов МГУ;
  - с волнений на площади у кафедрального собора города Тимишоара начинается румынская революция. В ночь с 16 декабря на 17 декабря происходят первые столкновения с милицией.
- 1990 — избрание Жана-Бертрана Аристида президентом Гаити.
- 1991:
  - Казахстан объявил о своей независимости;
  - ООН отменила свою резолюцию 3379 от 1975 года о том, что сионизм является расизмом, 111 голосами «за» при 25 голосах «против» и 13 воздержавшихся.
- 1997 — после просмотра одной из серий аниме «Покемон» в больницы Японии было доставлено более 600 детей с признаками эпилепсии.
- 1998 — начало бомбардировок Ирака авиацией Великобритании и США в ходе операции «Пустынный лис».

### XXI век
- 2002 — вторжение в посольство Узбекистана в Ашхабаде.
- 2005 — 40-летний канадский хоккеист Марио Лемьё сыграл последний матч в профессиональной карьере.
- 2008:
  - главам Абхазии и Южной Осетии вручены верительные грамоты, подписанные президентом РФ;
  - катастрофа автобуса близ Эйлата, Израиль. Погибли 25 человек.
- 2011 — беспорядки в казахстанском городе Жанаозен: подожжены административные здания, погибли 14 человек[4].
- 2014 — в результате теракта в Пешаваре (Пакистан), совершённом боевиками «Техрик-е Талибан Пакистан», погибли 145 заложников, большую часть из которых составили школьники в возрасте от 10 до 18 лет.
- 2021 — Государственная дума в первом чтении приняла законопроект о введении QR-кодов в общественных местах[5].
- 2022 — В Берлине лопнул Аквариум и почти вся рыба погибла

## Родились
См. также: Категория:Родившиеся 16 декабря

### До XVIII века
- 1364 — Мануил III Великий Комнин (ум. 1417), император Трапезунда.
- 1485 — Екатерина Арагонская (ум. 1536), первая супруга короля Англии Генриха VIII.
- 1534 — Ханс Бол (ум. 1593), фламандский живописец.
- 1585 — Ливия делла Ровере (ум. 1641), принцесса из дома делла Ровере.
- 1614 — Эберхард III (ум. 1674), герцог Вюртемберга.
- 1630 — Мэри Сомерсет, герцогиня Бофорт (ум. 1715), английский ботаник и садовод.

### XVIII век
- 1716 — герцог Луи-Жюль Манчини-Мазарини (ум. 1798), французский дипломат и писатель, член Французской академии.
- 1742 — Гебхард Леберехт фон Блюхер (ум. 1819), прусский фельдмаршал, участник Наполеоновских войн.
- 1770 — Людвиг ван Бетховен (ум. 1827), немецкий композитор.
- 1775:
  - Франсуа Адриен Буальдьё (ум. 1834), французский оперный композитор;
  - Джейн Остин (ум. 1817), английская писательница, классик западной литературы.
- 1776 — Иоганн Вильгельм Риттер (ум. 1810), немецкий химик и физик, открывший ультрафиолетовое излучение.
- 1777 — Барба-Николь Клико-Понсарден (также Мадам Клико; ум. 1866), французская предпринимательница.
- 1790 — Леопольд I (ум. 1865), первый король Бельгии (1831—1865).

### XIX век
- 1834 — Мари Эспри Леон (ум. 1910), французский экономист.
- 1836 — Эрнст фон Бергманн (ум. 1907), немецкий хирург, основоположник асептики, автор классических руководств по проблемам военно-полевой хирургии.
- 1857 — Эдвард Эмерсон Барнард (ум. 1923), американский астроном, академик.
- 1859 — Василий Тарнавский (ум. 1945), австрийский и румынский теолог и общественный деятель.
- 1863 — Джордж Сантаяна (ум. 1952), американский философ и писатель испанского происхождения.
- 1866 — Василий Кандинский (ум. 1944), русский художник, один из основоположников абстракционизма.
- 1872 — Антон Деникин (ум. 1947), русский военачальник, политик и общественный деятель.
- 1882:
  - Золтан Кодай (ум. 1967), венгерский композитор, музыкант, теоретик музыки;
  - Вальтер Мейснер (ум. 1974), немецкий физик.
- 1883 — Макс Линдер (наст. имя Габриэль-Максимилиан Лёвьель; ум. 1925), французский актёр-комик, сценарист и режиссёр немого кино.
- 1886 — Николай Струнников (ум. 1940), первый российский чемпион мира и Европы по конькобежному спорту (1910, 1911).
- 1888 — Александр I Карагеоргиевич (убит 1934), король Югославии.
- 1896 — Анна Андерсон (урожд. Анастасия Чайковская; ум. 1984), самозванка, выдававшая себя за спасшуюся дочь Николая II великую княжну Анастасию.
- 1899 — Ноэл Кауард (ум. 1973), английский драматург, композитор, режиссёр, актёр и певец.

### XX век
- 1901:
  - Николай Ватутин (ум. 1944), советский военачальник, генерал армии, Герой Советского Союза;
  - Маргарет Мид (ум. 1978), американский антрополог.
- 1902 — Рафаэль Альберти (ум. 1999), испанский поэт и драматург.
- 1904 — Джанкарло Корнаджа-Медичи (ум. 1970), итальянский фехтовальщик, трёхкратный олимпийский чемпион.
- 1905 — Николай Вирта (ум. 1976), русский советский писатель, сценарист, драматург, журналист.
- 1912 — Коле Неделковски (погиб в 1941), поэт, один из зачинателей новой македонской литературы.
- 1913 — Джордж Игнатьев (ум. 1989), канадский дипломат.
- 1915 — Георгий Свиридов (ум. 1998), русский советский композитор, пианист.
- 1917 — сэр Артур Кларк (ум. 2008), английский учёный, писатель, футуролог, изобретатель.
- 1918 — Нина Алисова (ум. 1996), актриса театра и кино, заслуженная артистка РСФСР.
- 1923 — Эрнст Флориан Винтер (ум. 2014), автрийско-американский историк.
- 1928 — Филип Дик (ум. 1982), американский писатель-фантаст.
- 1932 — Родион Щедрин, композитор, пианист, педагог, народный артист СССР.
- 1935 — Светлана Дружинина, советская и российская актриса, кинорежиссёр, сценарист, народная артистка РФ.
- 1938 — Лив Ульман, норвежская актриса и кинорежиссёр, обладательница премии «Золотой глобус».
- 1946 — Бенни Андерссон, шведский композитор, музыкант, продюсер, участник группы ABBA.
- 1947:
  - Винсент Мэттьюз, американский легкоатлет, двукратный олимпийский чемпион;
  - сэр Мартин Поляков, британский химик.
- 1948 — Юрий Николаев, советский и российский телеведущий, актёр, народный артист РФ.
- 1949 — Билли Гиббонс, американский рок-музыкант, гитарист и певец, основатель и участник группы «ZZ Top».
- 1950 — Николай Богомолов (ум. 2020), советский и российский филолог и литературовед, профессор МГУ.
- 1952 — Франческо Грациани, итальянский футболист и тренер, чемпион мира (1982).
- 1955 — Лоренц Бельгийский, член бельгийского королевского дома.
- 1956 — Михаил Кожухов, советский и российский журналист, телеведущий.
- 1959 — Александр Лебедев, российский предприниматель и политик.
- 1961 — Билл Хикс (ум. 1994), американский стендап-комик и социальный критик.
- 1963 — Бенджамин Брэтт, американский актёр.
- 1964
  - Хайке Дрекслер, немецкая легкоатлетка, двукратная олимпийская чемпионка.
  - Анфиса Резцова (ум. 2023), советская и российская лыжница и биатлонистка, неоднократная чемпионка мира и Олимпийских игр.
- 1966 — Деннис Уайз, английский футболист и тренер.
- 1967:
  - Донован Бейли, канадский спринтер, двукратный олимпийский чемпион (1996), трёхкратный чемпион мира;
  - Миранда Отто, австралийская актриса театра, кино и телевидения.
- 1971 — Пол ван Дайк (наст. имя Маттиас Пауль), немецкий музыкант, композитор, продюсер и диджей.
- 1979 — Даниэль Нарсисс, французский гандболист, двукратный олимпийский чемпион, 4-кратный чемпион мира
- 1981:
  - Ольга Медынич, российская актриса театра, кино и пародии;
  - Кристен Риттер, американская актриса и бывшая модель.
- 1982 — Анна Седокова, украинская певица, автор песен, актриса, теле- и радиоведущая.
- 1984 — Тео Джеймс, британский актёр кино и телевидения.
- 1988:
  - Кейтлин Лоус, канадская кёрлингистка, двукратная олимпийская чемпионка;
  - Александр Паль, российский актёр театра, кино и дубляжа;
  - Матс Хуммельс, немецкий футболист, чемпион мира (2014);
  - Алексей Швед, российский баскетболист, призёр Олимпийских игр.
- 1995 — Андрей Игоревич Федоро́вич (pyrokinesis), российский рэп-исполнитель.

## Скончались
См. также: Категория:Умершие 16 декабря

### До XIX века
- 1536 — Екатерина Арагонская (р. 1485), испанская принцесса и английская королева.
- 1598 — погиб Ли Сунсин (р. 1545), корейский флотоводец, создатель первых в мире броненосцев.
- 1672 — Ян II Казимир (р. 1609), последний, третий, король польский и князь литовский из династии Ваза (правил в 1648—1668).
- 1687 — Уильям Петти (р. 1623), английский математик, основатель Королевской Академии наук.

### XIX век
- 1809 — Антуан де Фуркруа (р. 1755), французский химик, открывший иридий.
- 1823 — Иван Долгоруков (р. 1764), российский государственный деятель, князь, поэт и драматург.
- 1847 — Алексей Венецианов (р. 1780), русский живописец.
- 1859 — Вильгельм Гримм (р. 1786), немецкий филолог, собиратель германских сказок, брат Якоба Гримма.
- 1862 — князь Сергей Гагарин (р. 1777), деятель русского сельского хозяйства, действительный тайный советник, обер-гофмейстер.
- 1872 — Фредерик Христиан Зибберн (р. 1785), датский поэт и философ.
- 1879 — Иван Ефимович Флеров (р. 1827), священник Петропавловского собора, магистр богословия, редактор журнала «Дух христианина»[6].
- 1898 — Павел Третьяков (р. 1832), русский меценат и филантроп, основатель Третьяковской галереи.

### XX век
- 1914 — Иван Зайц (р. 1832), хорватский композитор и дирижёр.
- 1921 — Камиль Сен-Санс (р. 1835), французский композитор, пианист, органист, дирижёр.
- 1922:
  - Элиэзер Бен-Йехуда (р. 1858), «отец современного иврита»;
  - убит Габриэль Нарутович (р. 1865), президент Польши (в 1922).
- 1935 — погибла Телма Тодд (р. 1906), американская киноактриса.
- 1937 — расстрелян Тициан Табидзе (р. 1895), грузинский советский поэт, прозаик, переводчик.
- 1940 — Эжен Дюбуа (р. 1858), нидерландский антрополог, впервые нашедший останки ископаемого питекантропа.
- 1943 — погибла Маншук Маметова (р. 1922), пулемётчица, Герой Советского Союза (посмертно).
- 1945 — Джованни Аньелли (р. 1866), итальянский промышленник, основавший в 1899 году фирму Fiat.
- 1948 — Генрих Эвальд Геринг[нем.] (р. 1866), австрийский врач-физиолог, изобретатель прибора для исследования абсолютного порога тактильной чувствительности.
- 1954 — Михаил Козаков (р. 1897), русский советский писатель.
- 1959 — Сергей Васильев (р. 1900), актёр, кинорежиссёр и сценарист, народный артист СССР.
- 1965 — Уильям Сомерсет Моэм (р. 1874), английский писатель.
- 1977 — Ристо Ярва (р. 1934), финский кинорежиссёр, сценарист, продюсер, актёр.
- 1979 — Вагиф Мустафа-заде (р. 1940), азербайджанский джазовый композитор и пианист.
- 1983 — Григорий Александров (р. 1903), кинорежиссёр, сценарист, актёр, народный артист СССР.
- 1986 — Олег Гончаренко (р. 1931), советский конькобежец, чемпион мира и Европы.
- 1989:
  - Ди Ван Клиф (р. 1925), американский актёр;
  - Сильвана Мангано (р. 1930), итальянская актриса.
- 2000 — Глеб Дроздов (р. 1940), театральный режиссёр, народный артист РСФСР.

### XXI век
- 2005 — Елеазар Мелетинский (р. 1918), русский филолог, исследователь исторической литературы.
- 2006 — Гоце Николовский (р. 1947), македонский певец и музыкант.
- 2008 — убита Нина Варламова (р. 1954), глава Кандалакшского района Мурманской области.
- 2009:
  - Егор Гайдар (р. 1956), экономист, российский государственный и политический деятель;
  - Владимир Турчинский (р. 1963), российский теле- и радиоведущий, рекордсмен в силовых видах спорта.
- 2020 — Флавио Котти (р. 1939), швейцарский юрист, политик, президент страны (1991 и 1999 годах).
- 2021 — Терри Аттли (р. 1951), британский бас-гитарист рок-группы Smokie.
- 2022 — Синиша Михайлович (р. 1969), югославский и сербский футболист и тренер.
- 2023 — Наваф аль-Ахмед аль-Джабер ас-Сабах (р. 1937), монарх Кувейта (2020 — 2023), шестой эмир.

## Приметы
Иван Молчальник. День Мировой Немоты и Тишины.
- В старину считалось, что в этот день следует постараться меньше говорить.
- Молчание — возможность побыть наедине с самим собой, с собственными мыслями, почувствовать Единство с Божьим Миром[7].
- Считалось, что тот, кто на Иоанна Молчальника помолчит, тот красноречив весь год будет[8].